# Andreas Kopriva
Andreas Kopriva (* 1964 in Innsbruck) ist ein österreichischer Filmregisseur, Filmeditor, Tonmeister und Tongestalter.

## Leben
Andreas Kopriva wurde in Innsbruck als Ältester von sieben Geschwistern geboren und wuchs in Krems an der Donau auf, wo er das Piaristengymnasium besuchte. An der Filmakademie Wien der Universität für Musik und darstellende Kunst Wien studierte er ab 1984 Schnitt und Regie bei Axel Corti.
1993 war er bei der Tragikomödie Indien von Paul Harather mit Josef Hader und Alfred Dorfer für den Schnitt verantwortlich, 2001 erfolgte eine neuerliche Zusammenarbeit mit Harather für den Film Die Gottesanbeterin mit Christiane Hörbiger. Als Regieassistent, Set-Tonmeister und Filmeditor arbeitete er unter anderem mit Götz Spielmann (Die Fremde, Spiel im Morgengrauen, Antares), Barbara Albert (Nordrand, Böse Zellen, Fallen), Florian Flicker (Suzie Washington, Der Überfall) und Nikolaus Leytner (Der Besuch der alten Dame, Ein halbes Leben, Der Fall des Lemming, Tatort: Operation Hiob) zusammen.
Regie führte er unter anderem bei den ORF-Fernsehserien Janus, Schnell ermittelt, Vier Frauen und ein Todesfall und Walking on Sunshine. Sein Regiedebüt in der Fernsehreihe Tatort gab er mit der im September 2020 erstmals ausgestrahlten Folge Pumpen mit Laurence Rupp und Anton Noori. Im Herbst 2020 inszenierte er den von Motiven des Falco-Songs Jeanny inspirierten ORF/MDR-Thriller Jeanny – Das 5. Mädchen mit Manuel Rubey und Theresa Riess, der im Jänner 2022 auf Flimmit veröffentlicht wurde. 2022 drehte er gemeinsam mit Mirjam Unger für die ORF-Serie Biester basierend auf einem Drehbuch von Uli Brée.
Kopriva lebt mit seiner Familie in Purkersdorf (Stand 2021), seine Frau ist Maskenbildnerin für SFX-Masken.

## Filmografie (Auswahl)

### Als Regisseur
- 2010–2017: Schnell ermittelt (Fernsehserie, 16 Episoden)
- 2013: Janus (Fernsehserie, 7 Episoden)
- 2013–2020: Vier Frauen und ein Todesfall (Fernsehserie, 7 Episoden)
- 2019–2020: Walking on Sunshine (Fernsehserie, 16 Episoden)
- 2020: Tatort: Pumpen (Fernsehreihe)
- 2022: Jeanny – Das 5. Mädchen (Fernsehfilm)
- 2023: HADES – Eine (fast) wahre Geschichte aus der Unterwelt
- 2024: Biester (Fernsehserie)

### Als Filmeditor
- 1993: Indien
- 1993: Dieses naive Verlangen (Fernsehfilm)
- 1995: Das zehnte Jahr
- 1997: Jugofilm
- 1998: Quintett komplett (Fernsehfilm)
- 2001: Die Gottesanbeterin
- 2002: Ikarus
- 2006: Die Entscheidung (Fernsehfilm)
- 2007: Die Geschworene (Fernsehfilm)
- 2008: Der Besuch der alten Dame (Fernsehfilm)
- 2009: Ein halbes Leben (Fernsehfilm)
- 2009: Der Fall des Lemming
- 2010: Tatort: Operation Hiob (Fernsehreihe)
- 2010: Tatort: Glaube, Liebe, Tod (Fernsehreihe)
- 2009–2012: Schnell ermittelt (Fernsehserie, 12 Episoden)
- 2016: Das Sacher. In bester Gesellschaft (Fernsehzweiteiler)

### Als Tonmeister/Tongestalter
- 1996: Stille Wasser
- 1997: Jugofilm
- 1997: Blutrausch
- 1998: Suzie Washington
- 1998: Quintett komplett (Fernsehfilm)
- 1999: Nordrand
- 2000: Der Überfall
- 2000: Die Fremde
- 2001: Die Gottesanbeterin
- 2001: Spiel im Morgengrauen (Fernsehfilm)
- 2002: Ikarus
- 2003: Böse Zellen
- 2004: Hurensohn
- 2004: Antares
- 2005: Crash Test Dummies
- 2006: Kotsch
- 2006: Fallen
- 2006: Universum – Das Genie der Natur – Material ist alles (Fernsehserie)
- 2009: Schnell ermittelt (Fernsehserie, 2 Episoden)
- 2009: Der Fall des Lemming